# Dichlor(cyklookta-1,5-dien)palladium
Dichlor(1,5-cyklooktadien)palladium je organická sloučenina palladia se vzorcem PdCl2(C8H12) nebo zkráceně PdCl2(cod), kde C8H12 je cyklookta-1,5-dien (cod). Jedná se o žlutou pevnou látku rozpustnou v chloroformu.
Rentgenovou krystalografií bylo zjištěno, že Pd centrum je rovinné čtvercové.